# Christian Bale
Christian Charles Philip Bale (Haverfordwest, 30 januari 1974) is een Britse acteur. Hij won in 2011 zowel een Oscar als een Golden Globe voor zijn bijrol als Dicky Eklund in de biografische boksfilm The Fighter. Daarnaast kreeg hij meer dan 75 andere acteerprijzen toegekend, waaronder National Board of Review Awards voor zowel The Fighter als Empire of the Sun, een Saturn Award voor Batman Begins, een People's Choice Award voor The Dark Knight, de prijs voor beste acteur van het Filmfestival van Sitges 2004 voor The Machinist en een Film Independent Spirit Award voor I'm Not There (samen met de gehele cast).

## Biografie
Bale bracht zijn jeugdjaren door in verschillende landen, waaronder Engeland, Portugal en de VS. Hij begon zijn acteercarrière in een reclamespot in Engeland toen hij negen was. Een jaar later speelde hij in het toneelstuk The Nerd in het Londense West End. Zijn doorbraak kwam in 1987, toen hij een rol kreeg in Steven Spielbergs film Empire of the Sun (1987). Dit succes werd gevolgd door de film Velvet Goldmine (1998), waarin Bale een homoseksuele journalist speelt, die een (heimelijke) relatie heeft met een andere man.
Bale speelde gevarieerde rollen in onder meer Little Women (1994) en de hoofdrol in American Psycho (2000), een verfilming van het gelijknamige boek van Bret Easton Ellis. Daarnaast speelde hij de titelrol in Batman Begins, The Dark Knight en The Dark Knight Rises. Hij was daarmee de eerste niet-Amerikaan die Batman speelde en de eerste die dit na Michael Keaton in meer dan één film deed.
Bale staat bekend om zijn talent om accenten na te doen.
In juli 2008 werd Bale gearresteerd op verdenking van mishandeling van zijn moeder en zijn zus Sharon, nadat hij de première van The Dark Knight in Londen had bijgewoond. Na een verhoor van vier uur en betaling van een borgsom kon hij gaan. Bale ontkent de aantijgingen en wilde geen commentaar op de zaak geven. Later verklaarde de Britse politie dat ze geen actie tegen Bale onderneemt.
In februari 2009 verscheen er een geluidsfragment op internet waarin Bale een medewerker op de filmset van Terminator Salvation uitscheldt. De medewerker liep tijdens een scène door het blikveld van de acteur, waardoor hij naar eigen zeggen uit zijn concentratie werd gehaald. Verschillende acteurs verdedigden hem in de pers omdat het voor een acteur erg vervelend is om in een emotionele scène uit de concentratie gehaald te worden. Op 6 februari bood Bale publiekelijk zijn excuses aan voor het incident.
In 2018 speelde Bale de hoofdrol in de film Vice als vicepresident onder George W. Bush. Om de rol te kunnen spelen kwam hij twintig kilo aan. Hij werd voor zijn rol van Dick Cheney als machtigste Amerikaanse vicepresident aller tijden genomineerd voor de Academy Award voor beste acteur.

### Privé
Bale trouwde in 2000 met de Amerikaanse Sibi Blazic en kreeg samen met haar in 2005 een dochter en in 2014 een zoon. 
Naast zijn acteercarrière is hij actief in verschillende milieu- en dierenbeschermingsorganisaties, waaronder Ark Trust, Greenpeace en het WWF.